# Livingston Compagnia Aerea
Livingston Compagnia Aerea war eine italienische Fluggesellschaft mit Sitz in Mailand und Basis auf dem Flughafen Mailand-Malpensa.

## Geschichte
Livingston Compagnia Aerea wurde Anfang 2012 als Nachfolgerin der Livingston Energy Flight ins Leben gerufen, der die Betriebslizenz entzogen worden war. Sie übernahm neben dem Namen auch einige Routen ihrer Vorgängerin im europäischen und Mittelmeerraum. In der Wintersaison 2012/2013 wurden mit einem Airbus A330, betrieben durch HiFly, auch wieder erste Langstreckenflüge angeboten.
Am 15. Juli 2014 sollte die Gesellschaft ihren Betrieb einstellen, nachdem die italienische Luftaufsichtsbehörde aufgrund nicht eingehaltener Bedingungen ihre Betriebslizenz nicht verlängern wollte. Diese Entscheidung wurde jedoch wenige Tage später revidiert, die Gesellschaft hielt den Betrieb zunächst weiterhin aufrecht.
Am 6. Oktober 2014 stellte Livingston jedoch ohne Vorankündigung den gesamten Betrieb ein, einen Tag später entzogen ihr die italienischen Aufsichtsbehörden die Betriebslizenz. Als Gründe wurden die wirtschaftliche Lage sowie Auftragsrückgänge genannt.

## Flugziele
Livingston Compagnia Aerea flog zuletzt von mehreren italienischen Städten aus hauptsächlich zu Urlaubszielen im Mittelmeerraum wie beispielsweise Málaga, Djerba, Teneriffa, Marsa Alam, Antalya und Tel Aviv. Einziges Langstreckenziel war Cancún in Mexiko in der Wintersaison 2012/2013.

## Flotte
Mit Stand Juli 2013 bestand die Flotte der Livingston Compagnia Aerea aus fünf Flugzeugen:
- 5 Airbus A320-200